# ウルトラマンコスモス THE FIRST CONTACT
『ウルトラマンコスモス THE FIRST CONTACT』（ウルトラマンコスモス ザ ファースト コンタクト）は、2001年7月20日に全国松竹系映画館にて公開されたウルトラシリーズの映画作品、松竹配給。
キャッチコピーは「君も勇者になれる!」「優しさがあれば、強くもなれる!」。

## 概要
21世紀最初のウルトラシリーズの映画作品。テレビシリーズ（『ウルトラマンコスモス』）の8年前の物語で、ムサシとコスモスの出会いを描いている。
2000年10月にクランクインし、当初は2001年3月に公開予定だったが、松竹側の事情で公開が7月20日に遅れてしまい、さらにテレビシリーズの放送開始時期が同年10月から円谷英二の誕生日である7月7日に繰り上がったため、劇中の時系列と公開の順序が逆になってしまった。
本作品の世界観では「ウルトラマン」はサンタクロースのようなおとぎ話の存在として人々に認知されており、その実在を信じているのはムサシ少年のみである。
本作品には『ウルトラQ』『ウルトラマン』でレギュラー出演していた俳優たちが出演している（黒部進、桜井浩子など）。
本作品にはバルタン星人が登場しており、旧シリーズとの関連が無い『ウルトラマンコスモス』シリーズの作品で唯一旧シリーズの怪獣が登場した例となっている。監督の飯島敏宏はバルタン星人が初登場する『ウルトラマン』第2話の監督であり、プロデューサーの鈴木清からの「飯島ならバルタン星人」というリクエストを受けて登場が決定した。ストーリーは飯島が千束北男名義で1990年代前半に執筆した未製作脚本『ウルトラマン/バルタン星人大逆襲』（飯島敏宏著『バルタンの星のもとに』（風塵社）に収録）の内容を色濃く反映したものとなっている。
一部の登場人物は後の劇場版やテレビシリーズに登場している。

## ストーリー
西暦2001年、母星が滅びたため廃月で新たな居住地を求めるバルタン星人と、それを追うウルトラマンコスモスが地球へ飛来した。バルタン星人との戦いでエネルギーを失い倒れたコスモスは、地球人の少年・春野ムサシに救われる。そして地球侵略を開始したバルタン星人に再び立ち向かう。

## 登場人物
春野ムサシ と ウルトラマンコスモス
テレビシリーズおよび本作品の主人公。テレビシリーズの8年前のため、この時のムサシは11歳の小学5年生。タイトル通り、ムサシとコスモスのファーストコンタクトがテーマとして描かれるため、今回では一体化しない。
春野勇次郎
ムサシの義理の父（継父）。39歳。関西弁を話すKニュータウンの警察官で、階級は巡査部長。男気溢れる熱血漢で、ムサシの夢や意志を尊重し、見守るよき父親。シゲムラから「春田巡査」と名前と階級を呼び間違えられる。
『ウルトラマンコスモス2 THE BLUE PLANET』
みち子とともに北海道に移住して牧場を経営している。
春野みち子
ムサシの母。38歳。旧姓は五十畑。「ウルトラマンを見た」というムサシの話を信じられないなど勇次郎に比べてやや現実的な性格だが、ムサシのことを強く想っている。
『ウルトラマンコスモスVSウルトラマンジャスティス THE FINAL BATTLE』
モニター越しに自分の息子であるムサシ（コスモス）を見守った。

マリ
本作品のヒロイン。ムサシの同級生で幼馴染。チャイルドバルタンシルビィに憑依される。『ウルトラマンコスモス2』以降、姓が「川瀬」とされる。
『ウルトラマンコスモス2 THE BLUE PLANET』
チャイルドバルタンシルビィとメール友達になっており、彼を通じてギャシー星人と知り合う。
『ウルトラマンコスモスVSウルトラマンジャスティス THE FINAL BATTLE』
シルヴィともいまだに大の仲良しで、ムサシの復活に協力する。

ツトム
ムサシの同級生の幼馴染。ムサシとは仲が良いが、当初はムサシのコスモス目撃談を信じなかった。カミナリが苦手。『ウルトラマンコスモス2』以降、姓が「佐々木」とされる。
『ウルトラマンコスモス2 THE BLUE PLANET』
サイパンの観光局に勤めており、現地の女性リタと結婚した。同級生からは「うらやましい」と言われた。

ショージ
ムサシの同級生の幼馴染。ツトム同様、ムサシとは仲が良いが、当初はムサシのコスモス目撃談を信じなかった。
『ウルトラマンコスモス』
第29・30話に登場。アヤノは彼に対し、「大してハンサムじゃない」とがっかりしていた。車椅子で入院生活を送っていたユウキという弟がいる。

### SRCメンバー
木本 研作（）
MITIの創始者の一人で、SRCの顧問とメカニックの開発を担当する。普段はおもちゃ病院の院長や宇宙科学博物館の館長をしており、ムサシとも顔なじみである。兵器ではないSRCのメカや装備を「おもちゃ」と呼ぶ穏やかな人物。
『ウルトラマンコスモス』
第20話に登場する。ムサシのことは子どものころからよく知っている。ムサシのよき理解者。「おもちゃ作りに引退はない」をモットーとする。

アカツキ ノボル
SRCの隊長。元防衛軍の隊員でシャークスのシゲムラ参謀と同期である。名前は暁昇。防衛軍回線のパスワードは「ゴロ寝のパパ」。呑龍（ドンロン）出現時に作戦「トロイ作戦ACT1」を実行。
ワタナベ キョウコ
SRCのコンピュータープログラマー担当の女性隊員。普段はムサシの小学校で音楽教師をしており、この時は眼鏡を掛けている。名前は渡辺響子。
キド
SRCのメカニック担当。トロイAの操縦も行う。普段は自動車の研究所に勤める研究者。明るいムードメーカー。
『ウルトラマンコスモス2 THE BLUE PLANET』
TEAM SEAの隊長になっている。SRC隊員時代と違い少し落ち着いた様子も見せるが、トロイSを開発するなどメカニックの腕は現在でも衰えていない。
『大決戦!超ウルトラ8兄弟』
本作品とは別の世界のキドが登場。破壊された横浜で救護活動に奔走する医師。看護師の資格を持つ南夕子と娘の七海に支援を受ける。
ライデン
力自慢の隊員。ライデンとは見た目と怪力から江戸時代の力士雷電爲右エ門にちなんで付けられたあだ名で、本名はカオルという。普段はケーキ職人として働いている。本人も甘党らしい。
イチノセ
天文学に精通しているSRC専任の女性隊員。各メカのオペレーション担当だが、格闘技が得意で力仕事もこなす。
サカグチ
SRC専任の隊員。物静かな印象だが、主にコンピューターのオペレーションやメカのメンテナンスを行う。

### 統合防衛軍関係者
シゲムラ参謀
シャークスの責任者。出動時には、シャークス・モバイルという超高性能小型パソコンを携帯し、部下たちに指令・通信を行う。防衛軍回線のパスワードは「砂漠のサメ」。SRCのアカツキ隊長とは同期であるが、考え方の違いにより対立する。当初は怪獣や宇宙人との共存に否定的であったようだが、その実在が確認されてからは彼らに対して強硬な姿勢を見せるタカ派。コスモスと遭遇したという噂を持ったムサシを現実的な視点から疑い、その父親の勇次郎のいうことまで疑う。人間を襲う呑龍やバルタン星人を襲い、バルタン星人と同じE.T.であるコスモスまで狙おうとした。最後は勇次郎と取っ組み合い、罵声を浴びせられる。
シャークス副官
シゲムラの補佐を務める忠実な副官。赤いベレー帽と黒い隊員服を着用している。シャークスの行動隊長的存在である。
シャークス隊員
赤いベレー帽と灰色の隊員服を着用し、機関銃を装備している隊員たち。鍛え抜かれた印象だが、ムサシや彼の友人である子供たちとの輝石の取り合いでは、終始翻弄されていた。

## 科学調査サークルSRC
日本が誇る科学研究所水無月工業技術研究所 (MITI) が設立したボランティア的な科学調査・研究を行い、人類と怪獣や宇宙人との間に発生する諸問題を平和的に解決する機関。正式名称はScientific Research Circle。あくまでボランティア組織であるため、専任の隊員以外にも普段他に職を持っている者も多い。本作品の事件をきっかけに発展・拡大し、テレビシリーズでは国際的科学調査組織になっている。

### 隊員装備
SRC隊員服
隊員たちがメカ搭乗時や地上活動用に着用するツーピースの隊員服で、耐熱・耐寒・防御効果が高い。出動時にはプロテクターも着用する。状況に応じてベストを着用することもある。
キャップ
危険度が低い調査任務の際に身分証明用に被るが、特殊機能などはない。
SRCヘルメット
危険が予想される任務や、トロイ搭乗時に被る特殊ヘルメット。隊長用にはレッド、隊員用にはイエローのラインが入り、マイクロカメラと通信器を装備している。
ラウンダーグリップ（マイティツール）
計算・分析用の銃のグリップ型の特殊小型コンピューターで、本部のドアのキーとしても機能する。

### メカニック
トロイトータル
木本研作博士の設計の下、SRCが開発した大型航空機。母機トロイAと子機トロイBに分離する。この基幹技術や設計思想がテレビシリーズに登場するコアテックシステムの原形となっている。キーセーバーという防弾･耐熱塗料で特殊コーティングされた外装は、敵の光線を弾くほど強力である。本機もテレビシリーズに登場しており、また映画『ウルトラマンコスモス2 THE BLUE PLANET』では発展型のトロイSが登場している。名の意味は「夢のつまったマシン」。
- ミニチュアは制作されず、CGのみで表現された。デザインは、冷たく攻撃的なイメージとならないように曲線を多用している。

トロイA
トロイBのデータ収集母機・エアマザーとして製作された。作戦指揮機として活躍し、機体下部に敵への直接パンチは勿論、冷凍ガスも放つ大型ミット型キャッチアーム・ドデカローブと、超大型特殊スピーカーのドデカピーカーを装備する。

トロイB
コアモジュールの実験・試作機で、ベイビーコアとも呼ばれる小型ハイテクフライングモジュール。小回りがきき、バランス性に優れ、VTOL・STOL機能も持つ。装備は、敵に直接パンチと冷凍ガスを放つキャッチアーム・デカローブと、小型超スピーカーのデカピーカー。また、自動操縦装置も備えている。

バーナード
SRCの公用車で、地上パトロールや調査などに使用する白いメルセデスベンツ。チューンナップされているが、特殊な装備は無いようである。

## 防衛軍国家緊急部隊シャークス
国家の存亡に関わる重大局面に出動する、防衛軍のエリート部隊。軍内部においても、突出した権力を有するといわれている。SRCとのホットラインも作られている。エンブレムはその名の通り、サメをあしらった物。

### メカニック
シャークスジェット機 JK
防衛軍主力戦闘機をチューンナップしたシャークス専用の機体。最高速度はマッハ5。強力機関砲や大型のGミサイル2発、小型ミサイル8発や機首のビーム砲などを装備している。多数の機体で編隊を組んで敵を一斉攻撃し、殲滅を図るのが攻撃パターンである。
シャークス司令車
シャークス部隊の指揮を行う司令車で、シゲムラの現場への移動手段も兼ねている。ベース車両は民間用のライトバンで、車内にはレーダーや指令用のコンピューターシステムが、車体上部には通信用と思われる小型アンテナが搭載されている。
73式小型トラック・73式中型トラック
シャークスが使用している実在車両で、兵員の輸送などに用いられている。現実世界では陸上自衛隊などに配備されている。
防衛ミサイル
防衛軍駐屯地から発射される大型ミサイル。司令車からの遠隔操作が可能。シゲムラがバルタン星人に勝利した直後のコスモスに向けて発射しようとしたが、勇次郎とムサシの体を張った活躍で阻止された。

## ウルトラマンコスモス
本作品ではルナモードとコロナモードが登場している。詳細についてはウルトラマンコスモス#形態にて

## 登場怪獣・宇宙人
- 宇宙忍者 バルタン星人ベーシカルバージョン
- 宇宙忍者 ネオバルタン
- 宇宙忍者 チャイルドバルタン

### 伝説薬使獣 呑龍（ドンロン）
遺跡公園の地下に眠っていた怪獣。古代において人々と共存していたらしく、遺跡に神農様の使いとして奉られ、その鱗を煎じて飲むと結核に効く薬になるという伝説が残されていた。固い鱗を持ち、猛炎烈火という火炎を吐く。バルタン星人によって覚醒させられる。SRCが再度冬眠させようとするも、その作戦中にシャークス隊に攻撃されて気絶。その後、SRCにより遺跡公園の地下に運ばれ、再び長い眠りについた。
『ウルトラマンコスモスVSウルトラマンジャスティス THE FINAL BATTLE』では、対グローカー戦において遺跡公園から目覚め、リドリアス、ゴルメデ、ボルギルスと共闘する。最後は無事に公園に戻された。
- デザインは狛犬をイメージしている[24]。デザインモチーフは獅子舞で、当初は結晶体や岩のイメージを加えていたが、最終的には獅子舞の要素が前面に出ている[25]。初期案ではナマズとモグラをモチーフとしていた[24]。デザイン画では、コンゴウやコンロンという名称だった[25]。

### スーパーハイテクロボット クレバーゴン
ムサシがゴミ捨て場で拾ったおもちゃのロボットを木本博士が改造したハイテクロボット。愛称はゴン。腹にパソコンを持つ。空中浮遊や脚を伸ばすことも可能。1420MHz（ウルトラ信号）を感知する。武器は目から発射されるショックビーム。テレビシリーズにも度々登場する。
- モデルは『ウルトラセブン』に登場したクレージーゴン[29]。

## キャスト
- 春野勇次郎 - 赤井英和
- 春野ムサシ - 東海孝之助
- アカツキ - 川野太郎
- キド - 風見しんご
- ライデン - 舞の海
- イチノセ - 松本智代美
- サカグチ - 蒲地宏
- キョウコ - 中山エミリ
- マリ - 宇野あゆみ
- ツトム - 田中大輔
- ショージ - 上田大樹
- タマキ - 千葉智絵
- ミカ - 安谷屋なぎさ
- シャークス副官 - 安生洋二
- 木本研作 - 藤村俊二
- ミツル - 府金重哉
- ヨースケ - 渡辺諒
- シンゴ - 佐川将志
- フタバ - 高田奈々子
- ヒカル - 広沢理々子
- シャークス隊員A - 中村正人
- シャークス隊員B - 松本真治
- シャークス隊員C - 斉藤陽佐
- シャークス隊員D - 山崎義行
- コメディアン - 360°モンキーズ（山内崇・杉浦又亮）
- 巡査 - 相原一夫
- 巡査長 - 黒部進（友情出演）
- レポーター - 毒蝮三太夫（友情出演）
- 野次馬の男性 - 二瓶正也（友情出演）
- 西條さん - 西條康彦（友情出演）
- 野次馬の女性 - 桜井浩子（友情出演）
- 春野みち子 - 高橋ひとみ
- シゲムラ参謀 - 渡辺いっけい
- 五十畑博士[30] - 渋谷浩康 ※カメオ出演

### 声の出演
- ウルトラマンコスモス - 小谷津央典
- バルタン星人 - 郷里大輔、堀之紀
- クレバーゴン - 桜井浩子 ※ノンクレジット
- ナレーション - 石坂浩二

### スーツアクター
- ウルトラマンコスモス ルナモード - 猫俣博志
- ウルトラマンコスモス コロナモード - 荻野英範
- バルタン星人・ネオバルタン - 村田鉄信
- 呑龍（ドンロン） - 山本諭、寺井大介、北岡久貴

## スタッフ
- 製作総指揮 - 円谷一夫
- 製作 - 迫本淳一、柴崎誠、角田良平、児玉守弘、門川博美、天野彊二郎、河井常吉、福田年秀
- 企画 - 満田かずほ、宮島秀司、東聡、川城和実、原田俊明、安田公一、高田洋一、塩谷雅彦、吉田紀之
- 監修 - 高野宏一
- チーフプロデューサー - 鈴木清
- プロデューサー - 吉田剛、佐藤明宏、河野聡、間瀬泰宏、丸谷嘉彦、水尾芳正、沢辺伸政、桜井靖
- 音楽プロデューサー - 玉川静
- 音楽 - 冬木透
- 脚本 - 千束北男
- 撮影 - 大岡新一
- 美術 - 大澤哲三
- 照明 - 高野和男
- 録音 - 浦田和治
- 操演 - 根岸泉
- 監督補 - 北浦嗣巳
- 殺陣 - 車邦秀
- 編集 - 松木朗
- スクリプター - 山内薫
- 製作担当 - 中井光夫
- 製作協力プロデューサー - 渋谷浩康
- 企画協力 - 諸冨洋史、江藤直行、小林敬宜
- 脚本協力 - 大西信介
- 背景 - 島倉二千六
- CGIプロデューサー - 杉村克之
- CGIスーパーバイザー - 渡部健司
- ビジュアルエフェクトコーディネーター - 菊地雄一
- 音響 - 伊藤克巳
- 効果 - 今野康之
- キャラクターデザイン - 丸山浩
- イメージボード - 橋爪謙始
- タイトル - 熊谷幸雄
- タイトルロゴ・デザイン - 中田和幸
- キャスティング - 斎藤謙司
- アシスタントプロデューサー - 笈田雅人
- 映画ウルトラマンコスモス製作委員会（円谷プロダクション、バンダイ、バンダイビジュアル、TBS、毎日放送、講談社、小学館、ジェイアール東日本企画、松竹）
- 特技監督 - 佐川和夫
- 監督 - 飯島敏宏

## 主題歌
「ウルトラマンコスモス〜君にできるなにか」
作詞 - 松井五郎 / 作曲 - 鈴木キサブロー / 編曲 - 京田誠一 / 歌 - Project DMM